# Saalfelder Vocalisten
Die Saalfelder Vocalisten sind ein Männerdoppelquartett aus Saalfeld/Thüringen, die im Wesentlichen a cappella vortragen. Ihr Repertoire besteht unter anderem aus klassischer Chormusik aus sechs Jahrhunderten, aber auch aus zeitgenössischer Musik. 

## Geschichte
Die Saalfelder Vocalisten, ein Männerdoppelquartett, sind – bis auf einen Sänger, der seine sängerischen Wurzeln in Leipzig hat – ehemalige Thüringer Sängerknaben. Bei diesem in Saalfeld seit 1950 bestehenden Knabenchor erhielten die Sänger seit ihrem achten Lebensjahr unter der Leitung von KMD Walter Schönheit (1927–1985) und nachfolgend durch den Gewandhausorganisten Michael Schönheit (* 1961) in mehr als zehn Jahren eine grundlegende und prägende musikalische Ausbildung.
Die erste „Probe“ der späteren Saalfelder Vocalisten fand im kleinen Kreis Anfang Juli 1984 zusammen mit Michael Schönheit im Zimmer von Henrik Pfeiffer statt, das erste öffentliche Konzert 1987.

In den nächsten 25 Jahren entwickelten sie sich zu einem leistungsstarken Ensemble, was mit einem breiten Spektrum an Chormusik a cappella und auch in Zusammenarbeit mit Gesangs- und Instrumentalmusikern regelmäßig in Thüringen, in Deutschland und international auftritt.
Nach den USA (2000) und Japan (2007) reiste das Doppelquartett im Jahr 2011 nach Südafrika.
Im 35. Jahr ihres Bestehens veröffentlichten die Vocalisten ihre fünfte CD. Sie enthält 24 Advents- und Weihnachtslieder. Das Design soll mit dem in schlichtem Weiß gehaltenen Cover einerseits die typische Winterlandschaft symbolisieren und ist andererseits auch eine Hommage an das Beatles-Album von 1968.

## Beschreibung
Die Lieder der alten Meister, der Liedertafelzeit, Volks- und Trinklieder, Hits der Comedian Harmonists gehören ebenso zu ihrem Repertoire wie die zeitgenössische Literatur. Das Hauptaugenmerk liegt aufgrund ihrer Kirchenchorprägung auf der Interpretation geistlicher a cappella Chormusik.

## Diskografie
- 1993: Thüringer Land, mit hellem Klang…, CD + MC, Thorofon
- 2000: Musica Sacra, CD, WMP
- 2005: Wanderlust (mit dem Mädelchor Saalfeld), CD, Audioson
- 2012: Von Zeit zu Zeit, CD, Audioson
- 2022: 24, CD, Eigenverlag

## DVD
- 2008: DVD "Nippon Sinfonie", armadaFILM

## Mitglieder

### Gründungsmitglieder
- Stefan Matz (Roderich, *1968)
- Henrik Pfeiffer (Meinhart, *1968)
- Bertram Fritzenwanker (Bert, *1968 †2008)
- Volker Klädtke (Volker, *1969)
- Gregor Zeh (Till, *1970)
- Falk Lipfert (*1969 – Mitglied bis 1997)
- Rainer Klädtke (Winfried, *1970 – Mitglied bis 1995)
- Andreas Roth (Wulf, *1962 – Mitglied bis 1988)
- Michael Wiegand (Hildebrandt, *1968 – Mitglied bis 1991)
- Frank Rose (*1965 – Mitglied bis 1988)
- Frank Fratscher (*1968 – Mitglied bis 1991)
- Hendrik Schier (Markolf, *1968 – Mitglied bis 1988)

### Später hinzugekommen
Seit 1991: Arnulf Heyn (Immo, *1972)

Seit 1995: Matthias Schonauer (Uwe, *1974)

Von 1997 bis 2004: Thomas Kowalski (Friedhold, *1976), gründete 1998 den Männerchor "CIS"

Von 2004 bis 2009: Burkhard Kosche (* 1983)

Seit 2009: Knuth Tränckner (Gunnar, *1965)

Seit 2009: Thomas Krauspe (* 1966)

### Aktuelle Besetzung

#### Erster Tenor
Gregor Zeh, Stefan Matz

#### Zweiter Tenor
Henrik Pfeiffer, Arnulf Heyn

#### Erster Bass
Matthias Schonauer, Knuth Tränckner

#### Zweiter Bass
Volker Klädtke, Thomas Krauspe

## Trivia
Seit 2009 sind die Saalfelder Vocalisten ein eingetragener Verein (e.V.) mit Anerkennung der Förderung von Kunst und Kultur.